# Montesada
La Montesada és un aplec anual de seguidors i simpatitzants de la marca de motocicletes Montesa, celebrat cada 12 d'octubre d'ençà del 2001 a Tona (Osona). El centre neuràlgic de l'esdeveniment són els jardins del Balneari Codina d'aquesta població, al voltant dels quals es munta una àrea d'exposició de motocicletes, un petit circuit de motocròs i unes zones de trial. L'esdeveniment atrau sovint més de 2.000 assistents, amb prop de 300 inscrits a les diferents proves programades, molts d'ells vinguts expressament d'altres països (entre els quals, França, Itàlia, Alemanya, Finlàndia i els EUA).
Els creadors i responsables de la Montesada són els membres del Club Montesa, els quals s'inspiraren en la Impalada (reunió de simpatitzants de la Montesa Impala que se celebra amb èxit des de 1980). L'organització és responsabilitat de Joaquim "Pim" Terricabras i Joan Cañellas, amb la col·laboració del Moto Club Tona. Pel que fa a Montesa, l'empresa hi col·labora tot facilitant infraestructura i material divers als organitzadors, a banda d'inscriure-hi el seu equip oficial de trial. Sovint hi assisteixen també directius i pilots de la marca, tant d'actuals com d'històrics.

## Activitats
Al llarg de la jornada, l'organització de l'esdeveniment ofereix diverses activitats als assistents, des d'un esmorzar i aperitiu popular fins a diverses competicions, concentracions de motos clàssiques, exposicions -sovint amb models cedits pel col·leccionista osonenc Pere Molina- i xerrades. La trobada s'acaba cap a l'hora de dinar.
Un dels principals reclams de la jornada és el camió oficial del Team Repsol Montesa Honda, que s'instal·la al recinte i des d'on els pilots de l'equip atenen els assistents i signen autògrafs. Si actualment aquests pilots són Toni Bou i Takahisa Fujinami, al llarg dels anys han passat per la Montesada els anteriors pilots oficials de la marca, com ara Dougie Lampkin i Laia Sanz. El 2010, amb motiu de la desena edició de la trobada i el 65è aniversari de la marca, hi assistiren tots els campions del món de trial que han aconseguit el títol amb Montesa: Ulf Karlson, Marc Colomer i els ja esmentats Lampkin, Sanz, Fujinami i Bou.
Finalment, a la Montesada s'hi poden trobar tota mena d'articles relacionats amb la marca, ja que hi ha nombroses parades amb un variat assortiment de marxandatge i components mecànics a la venda.

### Competicions
Els actes més seguits són les competicions i sortides lúdiques que s'hi organitzen, des de curses de motocròs i enduro a una petita "Impalada" per les carreteres del Montseny. El plat fort del dia és, però, un petit trial que s'organitza pels voltants del balneari, amb la participació dels millors pilots de la marca (Bou, Fujinami, etc.) al costat de tots aquells que s'hi vulguin apuntar. Normalment, els participants passen del centenar i entre ells s'hi veuen antics campions de totes les èpoques, entre els quals Pere Pi, Miquel Cirera, Andreu Codina o José Manuel Alcaraz, que hi participen amb tota mena de versions de la Cota, el model de trial de la marca. Fins i tot algun cop s'hi han apuntat els campions de velocitat Àlex Crivillé (veí del poble del costat, Seva) i Carles Checa.